# Хуанми
Хуа́н Миге́ль Химе́нес Ло́пес (исп. Juan Miguel Jiménez López, испанское произношение: [ˈxwam miˈɣel xiˈmeneθ ˈlopeθ]; род. 20 мая 1993, Коин, Андалусия), более известный как Хуа́нми (исп. Juanmi) — испанский футболист, вингер клуба «Хетафе.

## Клубная карьера

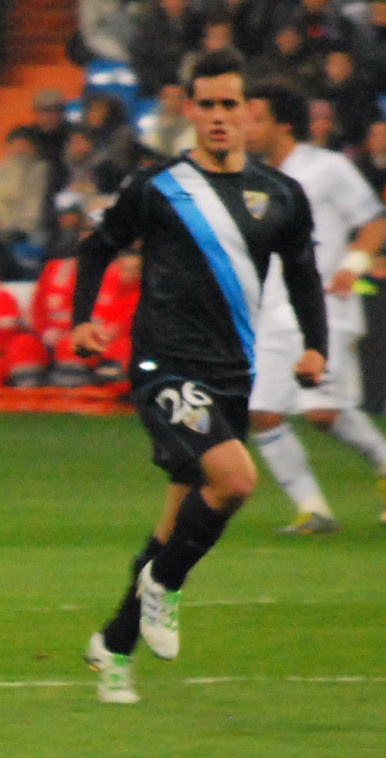
Хуанми в составе «Малаги»

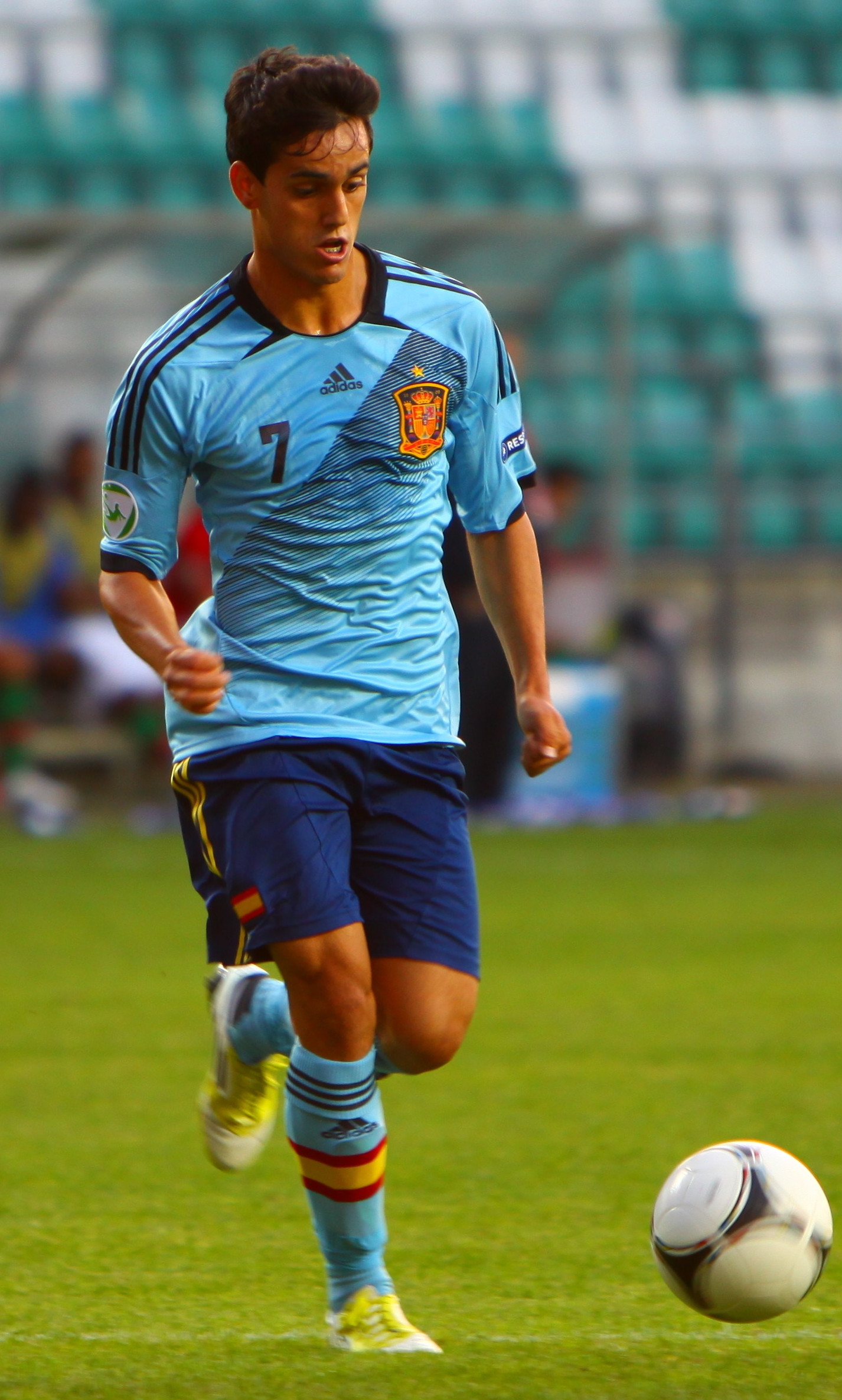
Хуанми в составе юношеской сборной Испании

Хуанми воспитанник футбольной академии «Малаги». 13 января 2010 года 16-летний нападающий дебютирует за основной состав, в матче Кубка Испании против «Хетафе». Несмотря на то, что «анчоусы» были разгромлены, 5-1, Хуанми забил единственный гол в матче и стал самым молодым нападающим забившим за «Малагу» в официальном матче.
В 17 лет Хуанми дебютирует в Ла Лиге и вновь соперником становится «Хетафе». 27 марта 2010 года в матче против «Тенерифе», юный нападающий, отдал голевую передачу на Апоньо. «Малага» весь сезон боролась «за выживание», но, несмотря на это, Хуанми принял участие в 5 матчах, проведя на поле в общей сложности 110 минут.
5 августа 2010 года молодой нападающий подписал профессиональный контракт «анчоусами» до 2015 года. 12 сентября того же года в выездном матче против «Сарагосы» Хуанми делает дубль и становится в 17 лет самым молодым футболистом забивавшим два мяча в чемпионате Испании.
Летом 2011 года клуб подписал контракт с Рудом ван Нистелроем, и Хуанми вынужден был ждать своего шанса на скамейке запасных. Впервые на поле в новом сезоне, молодой нападающий появился 11 декабря 2011 года в матче против «Осасуны», выйдя на замену, он забил гол и помог своей команде добиться ничьей, 1-1. Два дня спустя, Хуанми вышел в основе на матч Кубка Испании против «Хетафе» и на 84-й минуте забил гол.
25 августа 2012 года во втором туре Ла Лиги против «Мальорки», Хуанми выходит на замену на 69-й минуте и забивает гол принося своей команде ничью, 1-1. 21 ноября 2012 года в матче против «Зенита», Хуанми дебютировал в Лиге Чемпионов.
14 января 2013 года Хуанми в поисках игровой практики перешёл в «Расинг» из Сантандера на правах аренды. 19 января в матче против «Лас-Пальмаса» Хименес дебютировал за новую команду. После окончания аренды он вернулся в «Малагу».
21 февраля 2015 года в гостевом матче на Камп Ноу против «Барселоны» он забил единственный гол, который впервые с 1978 года помог «Малаге» не проиграть каталонской команде в обеих поединках чемпионата, а также прервать её 11-матчевую беспроигрышную серию.
Летом того же года Хуанми перешёл в английский «Саутгемптон», подписав контракт до 2019 года. Сумма трансфера составила 7 млн евро. 30 июля в отборочном матче Лиги Европы против нидерландского «Витесса» он дебютировал за новую команду, заменив во втором тайме Йорди Класи. 30 августа в поединке против «Норвич Сити» Хуанми дебютировал в английской Премьер-лиге. В стане святых, он так и не стал основным игроком, ограничившись выходами на замену и не забив ни одного гола.
В начале 2016 года агент игрока подтвердил, что ведёт работу над возвращением Хуанми в Испанию. Летом того же года он перешёл в «Реал Сосьедад». Сумма трансфера составила 4 млн евро. 21 августа в матче против мадридского «Реала» Хуанми дебютировал за новую команду. Через неделю в поединке против «Осасуны» он забил свой первый гол за «Реал Сосьедад». Всего за клуб сыграл 113 матчей во всех турнирах, в которых забил 31 гол.
В июне 2019 полузащитник перешёл в «Бетис». Контракт 26-летнего футболиста с клубом рассчитан на пять лет. Сообщается, что сумма трансфера составила 8 миллионов евро, ещё 2 миллиона могут быть выплачены в виде бонусов.

## Международная карьера
В 2011 году в составе юношеской сборной Испании Хуанми выиграл юношеский чемпионат Европы в Румынии. На турнире он сыграл в матчах против команд Бельгии, Сербии, Турции, Ирландии и Чехии. В поединках против сербов и ирландцев Хуанми забил по голу. В следующем году он защитил титул чемпиона на юношеском чемпионате Европы в Эстонии. На турнире Хуанми сыграл в матчах против сборных Португалии, Эстонии и дважды Греции.
31 марта 2015 года в товарищеском матче против сборной Нидерландов Хуанми дебютировал за сборную Испании.

## Достижения
«Реал Бетис»
- Обладатель Кубка Испании: 2021/22

Испания (до 19 лет)
- Чемпион Европы (до 19 лет): 2011, 2012